# Ievgueni Gunst
Ievgueni Gunst   (Moscou, 7 de juny de 1877 - París, 30 de gener de 1950), nom complet amb patronímic Ievgueni Óttovitx Gunst, rus: Евгений Оттович Гунст,fou un compositor,pianista, director d'orquestra i pedagog rus d'origen alemany.

## Biografia
Gunst va néixer a la família d'un Conseller d'Estat, l'arquitecte germano-rus Otto Kàrlovitx Gunst. Va estudiar dret a la Universitat de Moscou i composició, teoria i piano al Conservatori de Moscou; també va rebre classes particulars de Reinhold Glière, Aleksandr Goldenvéizer i Nikolai Jiliàiev.
El 1909 participà en la fundació de la Societat dels amants de la música de cambra de Moscou, rus: Московское общество любителей камерной музыки (amb Rakhmàninov, Scriabin, Glazunov i Tanéiev, entre d'altres). Fins a 1917 en fou president i tresorer.
Després d’acabar la carrera de Dret, Gunst va treballar com a advocat i ajudant del jutge instructor fins al 1910. Com a resultat, va aparèixer en diversos camps musicals fins a l'esclat de la guerra: Gunst va treballar com a traductor i revisor de diverses revistes de música i teatre, va dirigir breument el Teatre de Cambra de Moscou i va treballar com a professor a l'Institut Gnessin. Durant la Primera Guerra Mundial, Gunst va tornar temporalment a la professió d'advocat i va ajudar el procurador del tribunal del districte de guerra de Moscou. Després de la guerra, Gunst va rebre el càrrec de professor al Conservatori Estatal de Nijni Nóvgorod, on primer va ensenyar història de la música i més tard va ser nomenat director del conservatori.
El 1920 Gunst va emigrar a França via Estònia, on va passar la resta de la seva vida. El 1924 va cofundar el Conservatori Rus de París (avui Conservatoire Rachmaninoff) i hi va treballar com a professor de teoria musical i composició. A Paris, es va convertir en un íntim amic de Francis Poulenc.
El 1931 va haver de renunciar a la seva feina a causa de "diferències polítiques d'opinió" i va fundar el seu propi conservatori, el Conservatoire Normale Russe (també conegut com a Académie Russe de Musique à Paris). No obstant això, amb la crisi econòmica mundial en curs, Gunst es va trobar amb dificultats financeres: va perdre els seus estudiants privats i va haver de tancar el seu conservatori. A partir de llavors es va guanyar la vida com a copista i corrector de proves i també com a arranjador i, en els anys següents, es va dedicar cada vegada més a la composició d’obres per a piano, cançons i peces de música escolar. El 1949 tenia previst emigrar als Estats Units, però Gunst va morir a París el 1950 a l'edat de 72 anys.
El 29 d'abril del 1952 la seva vídua, Varvara Mikhaïlovna, va signar la transferència de l'arxiu personal de Ievgueni Gunst a Jacques Handschin, director de l'Institut de Musicologia de la Universitat de Basilea de l'època. Els motius de Varvara Mikhaïlovna eren obvis: Jacques Handschin, (nascut Iàkov Gandxin) era natural de Moscou (com el matrimoni Gunst) i coneixia el valor dels materials de l’arxiu. Segueix sent un misteri per què Handschin no va poder disposar de manera fiable del destí de l’arxiu de Ievgueni Gunst. El mateix Handschin morí tres anys i mig després de rebre l'arxiu. I aquests papers va quedar oblidats en un soterrani de la Universitat fins al 2009.

## Discografia
- Sonate Nr. 2 cis-Moll op. 10, Romances sans paroles op.2, Heidelberger Skizzen op.6, etc., Susanne Lang, Oehms Calssics OC 899, harmonia mundi 2014.[4]